# SKE48のおやすみ名言道場
『SKE48のおやすみ名言道場』（エスケーイーフォーティーエイトのおやすみめいげんどうじょう）は、2013年4月1日から同年9月27日まで中京テレビ（CTV）で放送されていたミニ番組。全130回。放送時間は、毎週月・水・木曜 24:53 - 24:59、火・金曜 24:58 - 25:04(JST)。

## 概要
中京テレビで月曜から金曜の深夜に中京地区で放送されていた6分間のミニ番組。SKE48のメンバーが、とある道場（SKE48劇場）で出題された世界中の名言・格言に答え、不正解の場合はお坊さんに『喝』を入れられる。

## 出演者
- SKE48
- 天田将行（お坊さん）
- くるわ大介[2]（ナレーター）